# For Emma, Forever Ago
| Совокупная оценка          | Совокупная оценка |
| Источник                   | Оценка            |
| -------------------------- | ----------------- |
| Album of the Year          | 84/100            |
| Metacritic                 | 88/100            |
| Оценки критиков            |                   |
| Источник                   | Оценка            |
| AllMusic                   | [ 4 ]             |
| The A.V. Club              | A−                |
| The Guardian               | [ 6 ]             |
| Mojo                       | [ 7 ]             |
| MSN Music (Consumer Guide) | C+                |
| Pitchfork                  | 8.1/10            |
| Q                          | [ 10 ]            |
| Rolling Stone              | [ 11 ]            |
| Spin                       | [ 12 ]            |
| Uncut                      | [ 13 ]            |

For Emma, Forever Ago — дебютный студийный альбом американской инди-рок-группы Bon Iver, вышедший 8 июля 2007 года на лейблах Jagjaguwar, 4AD. Продюсером был Джастин Вернон.
Альбом получил платиновую сертификацию в США, общее одобрение критиков и рецензентов, а также был назван одним из лучших альбомов года многими изданиями и включён в списки лучших дисков десятилетия.

## Об альбоме
Альбом получил положительные отзывы музыкальных критиков и интернет-изданий. Он получил 88 из 100 баллов на интернет-агрегаторе Metacritic.

### Итоговые списки
В январе 2025 года альбом включён в список лучших альбомов первой четверти XXI века (номер 81 в списке The 250 Greatest Albums of the 21st Century So Far).
| Год  | Ранг | Страна | Публикация             | Список                                    |
| ---- | ---- | ------ | ---------------------- | ----------------------------------------- |
| 2008 | 4    | UK     | Mojo                   | Top 50 Albums of 2008                     |
| 2008 | 24   | UK     | NME                    | Top 50 Albums of 2008                     |
| 2008 | 1    | UK     | Observer Music Monthly | 50 Albums of the Year                     |
| 2008 | 4    | US     | Paste                  | Signs of Life 2008: Best Music            |
| 2008 | 8    | US     | Pazz & Jop             | Album Winners                             |
| 2007 | 29   | US     | Pitchfork              | Top 50 Albums of 2007                     |
| 2008 | 34   | UK     | Q                      | 50 Best Albums of the Year                |
| 2008 | 2    | UK     | The Skinny             | Top Ten Albums of 2008                    |
| 2008 | 31   | US     | Spin                   | The 40 Best Albums of 2008                |
| 2008 | 1    | UK     | Rough Trade            | Top 50 Albums of 2008                     |
| 2008 | 4    | UK     | Rockfeedback           | Top 100 Albums of 2008                    |
| 2008 | 4    | UK     | Uncut                  | Top 50 Albums of 2008                     |
| 2008 | 19   | US     | Under the Radar        | Top 50 Albums of 2008                     |
| 2009 | 87   | UK     | NME                    | The Top 100 Greatest Albums of the Decade |
| 2009 | 29   | US     | Pitchfork              | Top 200 Albums of The 2000s               |
| 2009 | 17   | US     | Rhapsody               | 100 Best Albums of the Decade             |
| 2009 | 8    | US     | Rhapsody               | Alt/Indie’s Best Albums of the Decade     |
| 2011 | 92   | US     | Rolling Stone          | 100 Best Albums of the 2000s              |
| 2011 | 92   | US     | NME                    | The Top 100 Greatest Albums of the Decade |

## Синглы
Первым синглом с альбома стала песня «Skinny Love». Она также звучит в первом эпизоде пятого сезона сериала Анатомия страсти и в третьем эпизоде второго сезона сериала Чак. Британский сервис iTunes выбрал её треком недели. В декабре 2008 года группа выступила в шоу Дэвида Леттермана, где исполнила «Skinny Love».

## Список композиций
Слова и музыка всех песен — Джастин Вернон.
| №                   | Название                    | Длительность |
| ------------------- | --------------------------- | ------------ |
| 1.                  | «Flume»                     | 3:40         |
| 2.                  | «Lump Sum»                  | 3:20         |
| 3.                  | «Skinny Love»               | 4:00         |
| 4.                  | «The Wolves (Act I and II)» | 5:22         |
| 5.                  | «Blindsided»                | 5:30         |
| 6.                  | «Creature Fear»             | 3:06         |
| 7.                  | «Team»                      | 1:56         |
| 8.                  | «For Emma»                  | 3:40         |
| 9.                  | «re: Stacks»                | 6:40         |
| Общая длительность: | Общая длительность:         | 37:14        |

| №                   | Название            | Длительность |
| ------------------- | ------------------- | ------------ |
| 10.                 | «Wisconsin»         | 5:24         |
| Общая длительность: | Общая длительность: | 42:38        |

## Позиции в чартах
| Чарт (2008—09)                         | Высшая позиция |
| -------------------------------------- | -------------- |
| Австралия (ARIA)                       | 32             |
| Бельгия/Фландрия (Ultratop)            | 20             |
| Дания (Hitlisten)                      | 33             |
| Ирландия (IRMA)                        | 16             |
| Нидерланды (Album Top 100)             | 61             |
| Португалия (AFP)                       | 24             |
| Великобритания (UK Albums Chart)       | 42             |
| США (Billboard 200)                    | 64             |
| США (Billboard Top Alternative Albums) | 16             |
| США (Billboard Top Heatseekers Albums) | 1              |
| США (Billboard Independent Albums)     | 4              |
| США (Billboard Top Rock Albums)        | 20             |
| США (Billboard Top Tastemaker Albums)  | 5              |

| Чарт (2011)                        | Высшая позиция |
| ---------------------------------- | -------------- |
| США (Billboard Top Catalog Albums) | 9              |

## Сертификации
| Регион | Сертификация  | Продажи   |
| --- | ------------- | --------- |
| Австралия (ARIA) | Платиновый    | 70 000^   |
| Дания (IFPI Danmark) | 2× Платиновый | 40 000    |
| Великобритания (BPI) | Платиновый    | 300 000   |
| США (RIAA) | Платиновый    | 1 000 000 |
| ^ Данные о тиражах приведены только на основе сертификации. · Данные о продажах + прослушиваниях приведены только на основе сертификации. |               |           |